# Gofr z Liège

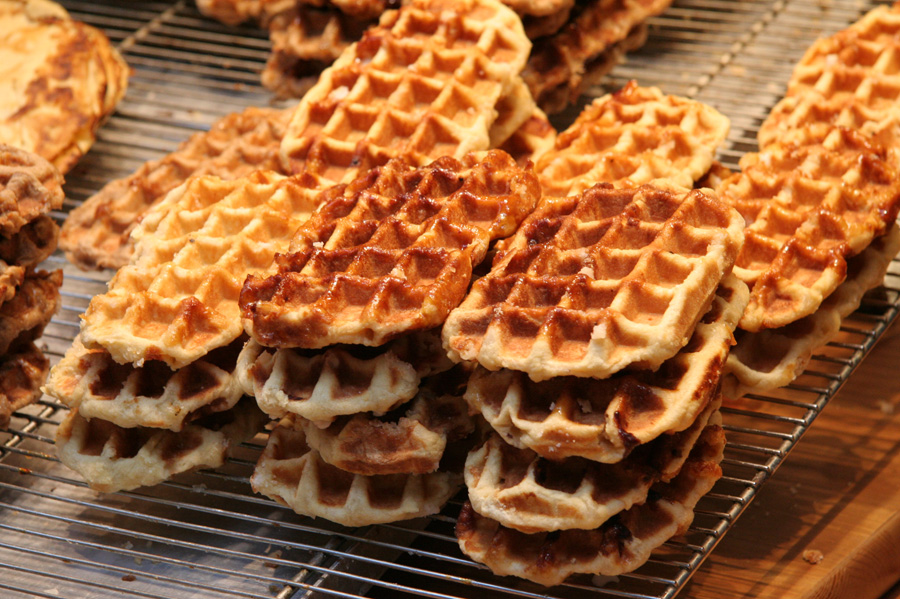
Gofry z Liège

Gofr z Liège, gofr leodyjski (fr. gaufre de Liège, niderl. Luikse wafel), gofr cukrowy (niderl. suikerwafel) – pochodzący z Liège słodki, intensywnie pachnący, dość ciężki chrupiący gofr o zaokrąglonych brzegach, upieczony według tradycyjnego przepisu z gęstego ciasta drożdżowego, którego niezbędnym składnikiem są granulki cukru perłowego. Jest to specjał kuchni belgijskiej.

## Legenda
Według legendy gofr z Liège został „wynaleziony” w XVIII wieku przez osobistego kucharza księcia-biskupa Liège, gdy ten poprosił go o przygotowanie czegoś słodkiego i smacznego, a kucharz zaczął eksperymentować z ciastem brioche i pastą z granulkami cukru.

## Historia i współczesność
Granulki cukru perłowego (nid. parelsuiker), które są niezbędnym składnikiem do wypieku gofrów z Liège, były dawniej produkowane z cukru otrzymanego z buraków cukrowych uprawianych w regionie Haspengouw, w pobliżu Liège. Pierwsza przemysłowa cukrownia powstała w tym regionie w 1812 roku. W latach największego rozkwitu tutejszego cukrownictwa, 1850–1880, pojawiły się liczne lokalne przepisy kulinarne z wykorzystaniem granulek cukrowych, z których najbardziej znanym stał się przepis na cukrowe gofry. Zanim zaczęto dodawać granulki cukrowe do gofrów, gofry aromatyzowano cynamonem.
Autentyczne gofry z Liège można kupić w punktach gastronomicznych w centrum Liège, w kioskach na ulicy, na jarmarkach i w kawiarenkach.

## Opis, przygotowanie i podawanie

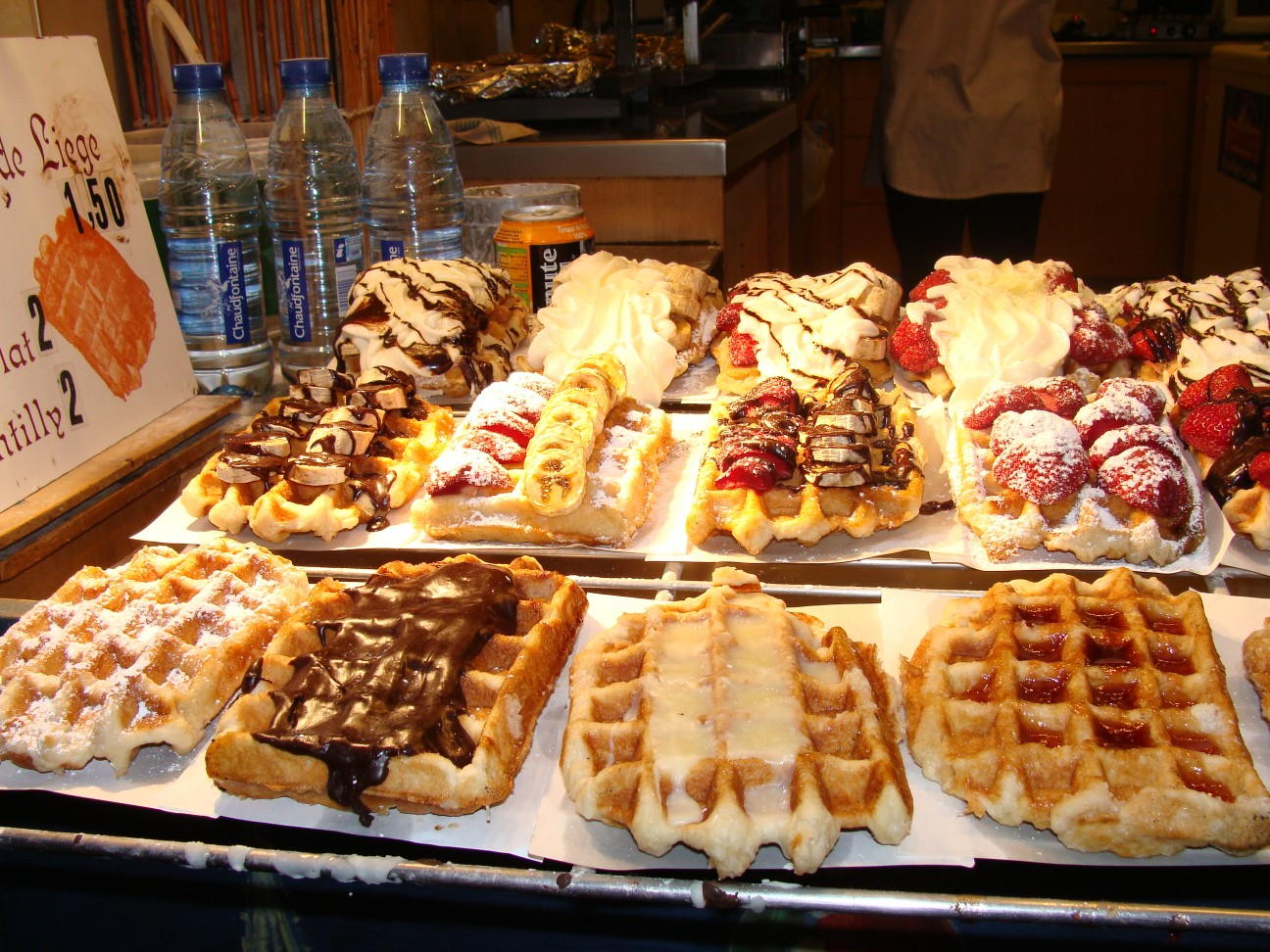
Gofry z Liège z różnymi obłożeniami

Tradycyjny gofr z Liège jest robiony z ciasta drożdżowego. Podstawowymi składnikami ciasta są: mąka pszenna, masło, jaja, cukier, mleko i świeże drożdże. Niezbędnym składnikiem dodawanym na końcu do ciasta są grube granulki cukru perłowego (niderl. parelsuiker), powstające przez kompresję cukru buraczanego i odporne na temperaturę. Gofr leodyjski jest słodki w smaku.
Autentyczny jest pieczony w gofrownicy o 24 kwadratowych wgłębieniach. Na rozgrzaną gofrownicę nakłada się porcję ciasta i zamyka ją. W ten sposób gofr otrzymuje kształt nieregularnego prostokąta o zaokrąglonych brzegach. Podczas pieczenia granulki cukrowe lekko się topią, dając karmelowy smak i zapach, zaś te nie całkiem stopione przyjemnie trzeszczą podczas gryzienia.
Po upieczeniu powinien być miękki w środku, a chrupiący na zewnątrz. W sprzedaży są dwa rodzaje tych gofrów: aromatyzowane wanilią i cynamonowe.
Gofry z Liège można jeść na ciepło (zaraz po upieczeniu) albo zimne; same lub z dodatkami (owocami, bitą śmietaną). Tradycyjnie nie posypuje się ich cukrem pudrem, bo już są słodkie.

## Gofry leodyjskie a brukselskie
Belgia jest znana na świecie z gofrów, a szczególnie z gofrów brukselskich i gofrów z Liège. W porównaniu z goframi brukselskimi te z Liège są mniejsze, cięższe i słodkie. Ciasto, z którego są robione, jest bardziej zbite i wyrabiane ręcznie.
Od średniowiecza na terenie całej północno-zachodniej Europy, szczególnie w Niderlandach, gofry były tradycyjnie spożywane z różnych okazji. Niezbędne do wypieku żeliwne gofrownice były ogrzewane w gorącym popiele paleniska, później na kuchence gazowej. Obecnie gofry wypieka się w gofrownicach elektrycznych. Gofry uważne są w Belgii za rzecz typowo belgijską, za jeden z symboli narodowych, z którym kojarzą Belgię inne narodowości, zwłaszcza Amerykanie, obok czekolady, piwa, frytek i pralin. Belgowie jedzą gofry w różnych okolicznościach, same lub z dodatkami (cukier, bita śmietana, czekolada, truskawki). Każdy region ma swój własny przepis na gofry, chociaż podstawowe składniki są wszędzie takie same (mąka, mleko, cukier, jaja). O popularności gofrów belgijskich zadecydował ich sukces na wystawie światowej w Nowym Jorku w 1964 roku, gdzie zaprezentował je Maurice Vermersch.